# 犬尾城 (愛媛県)
犬尾城（いぬびじょう）は、愛媛県宇和島市吉田町立間尻にあった日本の城。別名犬日城。宇和島市指定史跡。

## 概要
伊予吉田駅の西550メートルに位置する、立間川河口にそびえる標高130メートルの犬尾山（犬日山）山頂にある。北側には石城がある。
築城年代は不明だが、鎌倉時代中期以降に伊予国に入った伊予西園寺氏配下の武将・法華津氏が築城したと伝えられ、西園寺氏の出城として機能した。法華津氏が、新たに法華津本城を築城しこれに移ると、石城と共にその支城となった。
天文15年（1546年）、豊後・大友氏の伊予侵攻に備え、西園寺氏の命により大森城主・土居清宗が石城に入り、犬尾城の守備を子の土居宗実・宗信に任せた。
永禄元年（1558年）以降激化した大友の攻勢に対し、土居勢はよく守ったが、永禄3年（1560年）9月22日に落城した。
1979年（昭和54年）3月26日に当時の吉田町により町指定史跡となった。現在は宇和島市指定史跡。